# ديغو سوزا
ديغو سوزا (بالإسبانية: Diego Roberto Sosa)‏ (17 أبريل 1980 ببيلار، مقاطعة بوينس آيرس في الأرجنتين - ) هو لاعب كرة قدم أرجنتيني في مركز الدفاع. لعب مع ديبورتيفو إسبانول وريفر بليت وRocha F.C. ‏ وClub Atlético Fénix ‏ وسان مارتين دي سان خوان.

## روابط خارجية
- ديغو سوزا على موقع إي إس بي إن إف سي (الإنجليزية)
- ديغو سوزا على موقع قاعدة بيانات كرة القدم.إي يو (الإنجليزية)
- ديغو سوزا على موقع Soccerway.com (الإنجليزية)